# Jewgeni Borissowitsch Samsonow
Jewgeni Borissowitsch Samsonow (russisch Евгений Борисович Самсонов, englisch Yevgeny Borisovich Samsonov; * 15. September 1926 in Moskau, Russische SFSR, Sowjetunion; † 30. September 2014 ebenda) war ein russischer Ruderer und Rudertrainer, der für die Sowjetunion antrat. Sein größter sportlicher Erfolg war der Gewinn der Silbermedaille bei den Olympischen Spielen 1952.

## Karriere
Samsonow trat auf Vereinsebene für Krylja Sowetow (Moskau) an und wurde 1949, 1952, 1953, 1954 und 1956 fünf Mal sowjetischer Meister.
Bei den Olympischen Spielen 1952 in Helsinki gewann Samsonow mit dem sowjetischen Achter am 23. Juli 1952 die Silbermedaille hinter dem Team aus den USA. Bei den nächsten Olympischen Spielen schied er mit dem sowjetischen Achter vor dem Finale aus.
In den Jahren 1953, 1954 und 1955 gewann Samsonow mit dem sowjetischen Achter jeweils die Goldmedaille bei den Europameisterschaften.
Von 1959 bis 1976 war Samsonow Nationaltrainer der sowjetischen Ruderer, darunter bei fünf Olympischen Spielen. Er leitete den Stab der Vorbereitung des Ruderkanals Krylatskoje für die Olympischen Spiele 1980.
Jewgeni Samsonow starb im Alter von 88 Jahren am 30. September 2014.

## Auszeichnungen
- 1953:  Verdienter Meister des Sports der UdSSR[3][1]
- 1953:  Ehrenzeichen der Sowjetunion[3]
- 1960:  Verdienter Trainer des Sports der UdSSR[3][1]